# Globe Life Park in Arlington
Globe Life Park in Arlington (tidligere kendt som The Ballpark in Arlington, Ameriquest Field, Rangers Ballpark in Arlington) er et baseballstadion i Arlington i Texas, USA, der er hjemmebane for MLB-klubben Texas Rangers. Stadionet har plads til 49.115 tilskuere, og blev indviet 1. april 1994, hvor stadionet erstattede det gamle Arlington Stadium som Rangers hjemmebane.